# 札幌東宝ビル
札幌東宝ビル（さっぽろとうほうビル）は、北海道札幌市中央区にある商業施設が入ったビル。一般には商業施設の名称である「札幌シャンテ」として認知されている。不動産は東宝が所有している。
札幌市営地下鉄大通駅に地下で直結している。

## 概要
2003年（平成15年）8月31日に閉館した旧日本劇場の跡地に、ファッションを中心とした商業ビル「札幌シャンテ」として2004年（平成16年）12月3日に開業。道路に面している西側及び南側は全面ガラス張りで、正面入口には「日本劇場 1954 - 2003」と書かれたモニュメントが刻まれている。

## 札幌シャンテ
札幌シャンテ（Sapporo Chanter）は、ファッションを中心とした商業施設である。テナントはファッション・美容・飲食などがメインであるが、2012年（平成24年）3月にはゴルフフィットネスが開業し、ジャンルは多岐に分かれている。

## 周辺
- 丸井今井札幌本店
- 札幌三越
- 丸ヨ池内
- カナリヤ

## 交通機関

### 鉄道
- 札幌市営地下鉄大通駅直結、37番出口。
- 札幌市電西4丁目停留場から徒歩5分。